# Doctrine (PHP)
Das Doctrine Project oder kurz Doctrine ist ein Framework, das die Möglichkeit der objektrelationalen Abbildung (englisch object-relational mapping, ORM) sowie eine Datenbankabstraktionsschicht (englisch database abstraction layer) für PHP ab Version 5.3 bereitstellt. Dadurch ist ein vereinfachter Zugriff auf verschiedene Datenbanktypen (z. B. MySQL oder Microsoft SQL Server) möglich, als dies mit reinem PHP möglich wäre. Doctrine orientiert sich an Hibernate, einem ähnlichen Projekt für Java.
Datenbankabfragen können in der Doctrine-eigenen Zwischensprache Doctrine Query Language (DQL) formuliert werden. Der objektorientierte Ansatz ermöglicht ein abstraktes Arbeiten unabhängig von der verwendeten Datenbank. Auch können Datenbankinhalte objektorientiert verwaltet werden, ohne einen Wrapper dafür bereitzustellen. Die objektrelationale Funktionalität wird hier den Objekten selbst zugewiesen, ohne dass eine aufwändige Programmierung in PHP notwendig ist.
Da der DBAL mehrere Datenbankserver ansprechen kann, umfasst DQL nur die Menge an SQL-Funktionalität, die in allen von Doctrine unterstützten SQL-Systemen verfügbar sind. Dadurch sind beispielsweise komplexere Joins nicht immer möglich. Zudem hat Doctrine strikte Einschränkungen bezüglich des Aufbaus der Datenbanken. So muss z. B. jede Tabelle zwingend einen Primärschlüssel aufweisen. Dadurch kann es insbesondere mit großen Bestandsdatenbanken, die vorher mit regulärem SQL gepflegt wurden, zu Problemen kommen.

## Anwendungsbeispiel
Wenn als Beispiel ein neues Benutzerobjekt in der Datenbank erstellt werden soll, könnte das in PHP geschrieben wie folgt aussehen:
```
 
$user
 
=
 
new
 
User
();

 
$user
->
setName
(
"Max"
);

 
$user
->
setPassword
(
"test"
);

 
$entityManager
->
persist
(
$user
);

 
$entityManager
->
flush
();

 
echo
 
"Der Benutzer mit der ID "
.
$user
->
getId
()
.
" wurde erfolgreich hinzugefügt."
;

```

Hierbei wird der sogenannte Entity Manager von Doctrine angewiesen, ein Objekt (Model) zu speichern. Der Entity Manager verwaltet Models und dient als Schnittstelle zur Datenbank.